# Paul Lindner
Paul Lindner (1861 – 1944) fue un químico, microbiólogo, micólogo alemán, conocido por su descubrimiento de la levadura de fisión Schizosaccharomyces pombe.

## Biografía
Lindner era aborigen de Giesmannsdorf cerca del río Neisse, parte de Alta Silesia. Fue químico, biólogo y microbiólogo. Durante sus investigaciones, se desempeñó como profesor en el Instituto de Fermentación y Producción de Almidón, de la Universidad de Agricultura de Berlín.
En 1893, Lindner descubrió la Schizosaccharomyces pombe (S. pombe) una especie de levadura, aislándola de muestras de cerveza Bantú, un tipo de cerveza kaffir del este africano. La cerveza había sido enviada a Alemania, en 1890, por el Mayor Hermann von Wissmann, y al llegar, se preparó como un cultivo puro (solo una cepa presente).
Lindner, nombró a la cepa, usando el término del idioma suajili para cerveza, "pombe". La cepa aislada original que Lindner identificó en 1893 era  homotálico, y consistía en ambas células de apareamiento de tipo + y -. Esa cepa presentaba células que podían experimentar apareamiento por pares para crear ascas con cuatro ascosporas (asci, o ascas, es la palabra plural para un asca, la célula sexual que contiene esporas producida en hongos ascomicetes).
En 1893, Lindner publicó la primera descripción de S. pombe, titulada "Schizosaccharomyces pombe sp. nov., a New Ferment," aparecida en el volumen décimo del semanario cervecero alemán Wochenschrift für Brauerei. El artículo describía métodos, resultados y observaciones del laboratorio de Lindner. Se centró en el trabajo de uno de los empleados de Lindner, Ziedler, y en cómo purificó una forma pura de la levadura mediante el uso de mosto de cerveza acidificada. Lindner describió a S. pombe como "completamente peculiar" y lo llamó una "levadura de fisión" debido a su falta de reproducción asexual a través de gemación. El informe de Lindner también incluía dibujos de sus observaciones con un microscopio. El texto del artículo original fue traducido posteriormente del alemán al inglés por el traductor Ted Crump.
En 1907, Lindner descubrió a Endomyces fibuliger, una levadura filamentosa y formadora de ascoporas, pues los observó al generar hifas septadas (son hifas que poseen un septa que divide sus células) con muchos brazos además de tener brotaciones. Falleció en 1944, en Donaueschingen.

## Obra

### Algunas publicaciones
- Über ein neues in Malzmaischen vorkommendes, milchsäurebildendes Ferment. In: Wochenschrift für Brauerei, 1887, 4, p. 437–440.[9]

- Die Sarcina Organismen der Gärungsgewerben. Inaugural Dissertation, Friedrich-Wilhelms Universitat, Berlín 1888, p. 1–59.[10]

- Schizosaccharomyces pombe nova species. In: Wochenschrift für Brauerei, N.º 10, 1893, p. 1298

- Atlas der mikroskopischen Grundlagen der Gärungskunde mit bes. Berücks. d. biolog. Betriebs-Kontrolle. P. Parey, Berlín

- (con Hans von Euler) Chemie der Hefe und der alkoholischen Gärung. Akad. Verlagsges. Leipzig 1915

- Goldene Regeln der Reinlichkeit für den Brauereibetrieb. Institut für Gärungsgewerbe: Berlín 1916, 2ª ed.

- Beiträge zur Naturgeschichte der alkoholischen Gärung. Berlín: Francken & Lang, 1920

- Photographie ohne Kamera. Unión, Berlín 1920

- Entdeckte Verborgenheiten aus dem Alltagsgetriebe des Mikrokosmos. Berlín: Parey, 1923

- Eine Gärungsbakterie aus der Milch der „grünen Kühe“ und ihre Verwertbarkeit in der Milchwirtschaft. In: Paul Funke, der Mann und sein Werk. Festschrift zur Feier d. 25jähr. Geschäftsjubiläums / con Mitw. de … ed. de Kurt Teichert. Süddt. Molkerei-Zeitung, Kempten im Allgäu.

- Alkohol in der Natur. Norddeutsches Druck- u. Verlagshaus, Hannover 1927

- Gärungsstudien über Pulque in Mexiko. Bericht des Westpreussischen Botanisch-Zoologischen Vereins, 50 (Jubiläum N°.) 1928, pp. 253–255[11]

- Mikroskopische und biologische Betriebskontrolle in den Gärungsgewerben; mit besonderer Berücksichtigung der Brauerei, zugleich eine Einführung in die technische Biologie, Hefenreinkultur, Infektionslehre und allgemeine Gärungskunde. P. Parey, Berlín 1930, 6ª reedic.
- La abreviatura «Lindner» se emplea para indicar a Paul Lindner como autoridad en la descripción y clasificación científica de los vegetales.[12]

## Abreviatura (zoología)
La abreviatura Lindner  se emplea para indicar a Paul Lindner como autoridad en la descripción y taxonomía en zoología.